# هيلموت بيرثولد
هيلموت بيرثولد (بالألمانية: Helmut Berthold)‏ (19 أبريل 1911 في ألمانيا - 2000) هو لاعب كرة يد ألماني. شارك في الألعاب الأولمبية الصيفية 1936.

## وصلات خارجية
- هيلموت بيرثولد على موقع أوليمبيديا (الإنجليزية)